# カミチア・ネーラ (駆逐艦)
カミチア・ネーラ（Camicia Nera、「黒シャツ」の意）は、イタリア王立海軍のソルダティ級の第一シリーズに属する駆逐艦。同艦は第二次世界大戦に参加し、終戦後にソヴィエト海軍に移管されロヴキイ（ロシア語: Ловкий ラテン文字：Lovkiy、「器用」の意）に改名された。

## 推進機関
非常に強力なエンジンは、3基のヤーロー式ボイラーからそれぞれが一軸のプロペラシャフトを駆動する2基のパーソンズ製ギアードタービンに蒸気が供給され、49,000馬力を発揮して39ノット近い最高速を得たが、航続距離は長くなかった。

## 武装
主砲としては、1930年代からイタリア王立海軍の全ての級の駆逐艦と同じく4門のアンサルド製120mm50口径砲を、2基の2連砲塔に備えていた。
対空兵装としては8門の1935年式20mm65口径砲を2連装4基備え、さらに船体中央の甲板上には120mm15口径照明弾発射砲を搭載していた。
対潜兵装としては3連装2基6門の533mm魚雷発射管と、2基の爆雷投射機を備えていた。

## 艦歴

### 初期と第二次世界大戦
就役直後は、スペイン内戦で2回の任務に参加し、1939年5月には、ユーゴスラビア王国の摂政であるパヴレ・カラジョルジェヴィチ王子の来訪に合わせてナポリで行われた海軍パレードに参加した。
第二次世界大戦勃発時、姉妹艦のアルティリエーレ、ジェニエーレ、アヴィエーレとともに第11駆逐艦部隊を構成していた。
1940年6月11日に第11駆逐艦部隊の他の姉妹艦、第12駆逐艦部隊（アスカリ、ランチエーレ、カラビニエーレ、コラッツィエーレ）、第3巡洋艦分隊（重巡洋艦トレント、ポーラ、ボルツァーノ）および第7巡洋艦分隊（軽巡洋艦ムツィオ・アッテンドーロおよびエマヌエレ・フィリベルト・デュカ・ダオスタ）とともにシチリア海峡での偵察任務に赴いた。
6月19日に第11駆逐艦部隊の他の3艦とともにアウグスタからリビアのベンガジへ補給物資を輸送を行い、翌日到着した。

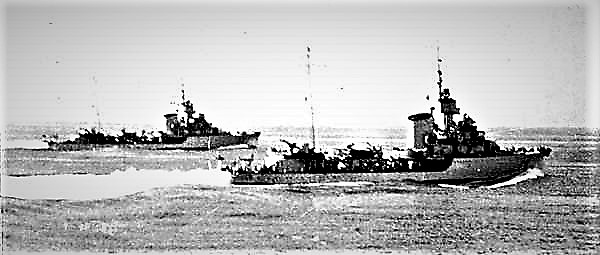
カラブリア沖海戦でのカミチア・ネーラとアルティリエーレ

7月7日1545時に駆逐艦部隊の一部と第3巡洋艦分隊（トレントおよびボルツァーノ）はメッシーナを出航し、第2艦隊の他の艦艇（重巡洋艦ポーラ、第1、第2および第7巡洋艦分隊の計9隻および第9、第10、第12および第13駆逐艦部隊）に加わってリビアへの輸送任務を務めた後に、第1艦隊に加わって7月9日のカラブリア沖海戦に参加した。この衝突でのイタリア艦隊の撤退中に、第11駆逐艦部隊は1615時にイギリス艦艇を発見して攻撃を開始し、カミチア・ネーラは1620時にアルティリエーレが張った煙幕からでて敵艦から10,800 mまで進出し、他の3艦ともども魚雷攻撃を行ったが（戦艦に対して7発、巡洋艦に対して3発の合計10発の魚雷を発射した）、攻撃は成功しなかった。
10月6日の朝、姉妹艦3隻とともにリビアに向かう航路で2隻の商船と4隻の駆逐艦を目視した第3巡洋艦分隊（トレント、トリエステ、ボルツァーノ）に合流し、"CV"作戦を実行するのを支援するためにメッシーナを離れたが、イギリスの戦艦を目視したのちに全艦艇が帰港した。
1940年10月11日から12日にかけての夜、ジョヴァンニ・オリヴァ中佐の指揮の下、第11部隊の僚艦3隻及び第1部隊の水雷艇（アルチオーネ、アイローネ、アリエール）を伴ってマルタ島東海域に、当海域にいるはずの英艦を探す哨戒任務に派遣された。
10月12日の夜の早い時間に、第1部隊の水雷艇3艇がマルタへの船団護衛の後でアレクサンドリアへ帰投中のイギリス海軍の大船団の一部である軽巡洋艦エイジャックスを攻撃し、戦闘の後にアイローネとアリエルが沈没したが、エイジャックスの損害は軽微だった。攻撃に先立って、0137時に水雷艇は探知信号を送ったが、これは第11駆逐艦部隊の艦艇ごとにことなる時刻に受信され、カミチア・ネーラは受信後に北に転針し、0247時に英巡洋艦をしにして主砲で2発の斉射を行って攻撃を避けるために反転して距離をとった（アヴィエーレとアルティリエーレは深刻な損傷を受けていた）。がエイジャックスから攻撃された結果、ジェニエーレが敵艦を発見できない間にアルティリエーレ（その後、総員退艦して英巡洋艦ヨークによって沈められた）とアヴィエーレが深刻な損害を負い、夜明け直後に損傷を受けたアヴィエーレと遭遇してアウグスタへ護送した。朝の4時ごろにカミチア・ネーラは被弾して航行不能になっていたアルティリエーレの曳航を開始したが、0810時に2艦は航空攻撃を受けるとともに、水平線上に2隻の巡洋艦と3隻の英駆逐艦を視認した。カミチア・ネーラは曳航ケーブルを切り離し、全速力でアウグスタへ撤退せざるを得なかった。アルティリエーレが英巡洋艦ヨークによる砲撃で沈没する間に、煙幕で退路を隠蔽したカミチア・ネーラは全速力でシチリア港に向かうことでどうにか戦闘機からの攻撃を逃れ、正午ごろに無事に帰投した。
1941年中に照明弾発射砲が5門目の120mm砲に換装された。
1941年2月8日にラ・スペツィアから出航した第13駆逐艦部隊（グラナティエーレ、ベルサリエーレ、フチリエーレ、アルピーノ）、第10駆逐艦部隊（マエストラーレ、グレカーレ、リベッチオ、シロッコ）および戦艦ヴィットリオ・ヴェネト、チェザーレ、ドーリアと合流し、爆撃のためにジェノヴァを目指すイギリス艦隊を邀撃するためにナポリから出航した。翌日には駆逐艦カラビニエーレおよびコラッツィエーレをともなってメッシーナを出航した第3巡洋艦分隊（トレント、トリエステ、ボルツァーノ）と合流したが、爆撃を阻止することも、イギリス艦を発見することもできなかった。
1941年2月24日駆逐艦バレンコ、ジェニエーレ、サエッタ、水雷艇アルデバラン、オリオーネおよびとともに、ナポリからトリポリに兵員輸送船マルコ・ポーロ、コンテ・ロッソ、エスペリアおよびヴィクトリアを護衛した。間接的な護衛として軽巡洋艦ディアスおよびバンデ・ネーレ、駆逐艦アスカリおよびコラッツィエーレが同行し、翌日に英潜水艦アップライトがディアスを雷撃し、同艦は北緯34度33分、東経11度45分に沈没し、乗員のほとんどが沈没に巻き込まれた。
3月12日から13日にかけて、駆逐艦フォルゴーレ（パレルモから出航し、後から合流した）、ジェニエーレとともに、ナポリからトリポリへと向かう兵員輸送船コンテ・ロッソ、マルコ・ポーロ、ビクトリアからなる輸送船団の間接護衛任務を努めた。
4月14日にトリポリへ向かう蒸気船アリカンテ、サンタ・フェ、マリツァ、プローチダを駆逐艦グレカーレ、ジェニエーレ、アヴィエーレ、水雷艇プレイアディとともに護衛するためにナポリを出航し、イギリス艦の攻撃を避けるために17日から4月18日の8時までパレルモで停泊したのちに護送船団は航海を続け、リビアの港には20日に到着した。
5月11日に商船プロイセン、ヴァハテル、エルネスト、テンビエン、ジュリア、コル・ディ・ラーナおよび駆逐艦ダルド、ジェニエーレ、アヴィエーレ、グレカーレ、シロッコからなる護送船団を護衛してナポリを出航し、14日にトリポリに到着した。
6月3日に駆逐艦ダルド、ジェニエーレ、アヴィエーレおよび水雷艇ミッソーリに護衛される商船アキタニア、カファーロ、ニルヴォ、モンテッロ、ベアトリーチェ・コスタおよび油槽船ポツァリカからなる「アキタニア」護送船団の一部としてナポリ・トリポリ間を航海し、6月4日にケルケナ諸島の沖合約30 kmで航空機からの攻撃を受け、モンテッロが被弾して誰も脱出できないうちに爆発し、ドラム缶に入れたガソリンを積載していたベアトリーチェ・コスタも被弾して火災が発生し、カミチア・ネーラが救助しようとしたが間に合わなかったため、カミチア・ネーラによって沈没させられた。
8月4日、蒸気船ニータ、アキタニア、エルネスト、ニルヴォおよびカステルヴェルデに内燃機タンカーのポツァリカを加えた船団を護衛してナポリを出航し（残りの護衛は駆逐艦ジョベルティ、ジェニエーレ、オリアーニ、アヴィエーレおよび水雷艇カリオペー）、8月6日にカミチア・ネーラとカリオペーが援護したにも関わらずニータがイギリス空軍830スコードロンの航空機から攻撃されて北緯35度15分、東経12度17分で沈没したが、カミチア・ネーラが漂流者を救助しようとしたが果たせなかった（船団の他の船舶は目的地に翌日到着した）。
8月29日から9月2日にかけて、兵員輸送船ヴィクトリア、ネプチュニア、オケアニアからなる船団を護衛して（駆逐艦ジョベルティ、ダ・ノーリ、アヴィエーレ、ウゾディマーレ、ペッサーニョが同行）最初はナポリからトリポリに向かい、次にトリポリからターラントった。英潜水艦アプホルダーから攻撃されたにも関わらず、すべての船舶は無傷で目的地に到着した。
9月23日にはアヴィエーレとともにマルタの南東に機雷を敷設するランチエーレ、カラビニエーレ、アスカリおよびコラッツィエーレを護衛した。
10月12日と13日の夜、駆逐艦ヴィヴァルディ、マルチェッロ、ピガフェッタ、ダ・ヴェラッツァーノ、アヴィエーレおよび軽巡洋艦エウジェニオ・ディ・サヴォイア、モンテクッコリ、デュカ・ダオスタとともに機雷を敷設するはずだったが、地中海艦隊が海域から離脱したことをうけて命令が撤回された。
1月21日0810時、リビアへの2組の船団を間接的に護衛するためにアヴィエーレ、ジェニエーレ、コレッツィエーレ、カラビニエーレおよび巡洋艦ガリバルディ、ドゥーカ・デッリ・アブルッツィとともにナポリを出航した。作戦は航空および水中攻撃（ドゥーカ・デッリ・アブルッツィおよび重巡洋艦トリエステが深刻な損害を受けた）によって失敗し、カミチア・ネーラはターラントへ帰還する間、油槽船イリディオ・マントヴァーニを護衛するために船団を離脱した。
12月13日の1940時、戦艦ドーリア、巡洋艦アッテンドーロ、デューカ・ダオスタおよび駆逐艦アスカリ、アヴィエーレとともにM41作戦（商船6、駆逐艦1、水雷艇1を含むリビアへの3船団）を間接的に護衛するためにターラントから出航したが、2隻の商船（ファビオ・フィルツィとカルロ・デル・グレコ）が沈められ、戦艦ヴィットリオ・ヴェネトが深刻な損傷を受けた潜水艦からの攻撃によって打撃を受け、アヴィエーレは駆逐艦ヴィヴァルディ、ダ・ノーリ、ジェニエーレ、カラビニエーレ、カミチア・ネーラおよび水雷艇リンス、アレテューサとともにターラントにもどるヴィットリオ・ヴェネトを護衛するために出向いた。
12月16日、アスカリ、アヴィエーレおよび戦艦ドゥイリオ、巡洋艦デューカ・ダオスタ、アッテンドーロ、モンテクッコリとともにリビアへの船団輸送作戦M42（補給品14,770トンと兵員212名を積載した4隻の輸送船、駆逐艦7隻および水雷艇1が使用された）の近接防御を行い、成功裏に完了した。
1942年1月3日1850時、駆逐艦カラビニエーレ、アルピーノ、アスカリ、ピガフェッタ、ジェニエーレ、ダ・ノーリ、アヴィエーレおよび重巡洋艦トレントとゴリツィア、戦艦リットリオ、チェザーレ、ドーリアとともにM43作戦（総計で商船6、駆逐艦6、水雷艇5からなるリビアへの3つの船団）を間接的に護衛するためにターラントを出航し、1月5日17時にカミチア・ネーラも属する「リットリオ」グループの全ての商船が無事に目的地に到着し、トーラントへと帰還した。
1月22日に駆逐艦ヴィヴァルディ、マロチェッロ、ダ・ノーリ、ジェニエーレ、アヴィエーレおよび水雷艇オルサ、カストーレとともに、T18作戦（合計で物資15,000トン、戦車97両、車両271両および人員1,467名を輸送するためにトロントを出航した兵員輸送船ヴィクトリア、メッシーナを出航した貨物船ラヴェッロ、モンヴィーゾ、モンジネヴロ、ヴェットル・ピサーニからなる船団）の直接護衛を担当し、23日に航行中のヴィクトリアが雷撃機3機による魚雷攻撃によって航行不能となり、カミチア・ネーラは漂流者を救助するために海域に留まった（乗員1,455名のうち1,064名は救助された）。
2月21日16時に駆逐艦アスカリ、ジェニエーレ、アヴィエーレおよび戦艦ドゥイリオとともにターラントを出航し、K7作戦（貨物船5、油槽船1、駆逐艦10、水雷艇10からなるトリポリを目指した2つの船団）を間接的に護衛した。
カミチア・ネーラは6月中旬の戦い（1942年6月12日～16日）では、イギリスのヴィゴラス船団（まだ到着していなかったが、マルタを目指していた）を阻止するために出動した艦隊を護衛し、戦闘中は雷撃機によって航行不能とされ、英潜水艦アンブラにとどめを刺された重巡洋艦トレントの救助作業を行った。
同艦は8月中旬の戦い（1942年8月11日～13日）にも参加した。
1942年中に20mm65口径機銃と、探信儀が装備された。
10月4日、駆逐艦サエッタ、ピガフェッタとともにブリンディジからベンガジへ貴重な積荷（燃料3030トン、弾薬70トン、戦車28両、車両144両、その他の物資1060トン）を運ぶ内燃機船セストリエーレの護衛部隊に合流した（部隊にはすでにフォルゴーレ、ゼーノ、水雷艇アンタレスが参加していた）。10月6日の朝、カミチア・ネーラとゼーノは米軍爆撃機の攻撃が続いていたのにも関わらず船団を離れてナヴァリノを目指し、10月7日1130時に無傷で到着した。
同年10月17日にアヴィエーレおよびジェニエーレとともに、内燃機船アンカラの護衛としてコルフ島から出航し、船団は水雷艇オルサおよびアレテューサに護衛された内燃機船モンジネヴロ（ブリンディジから出航）と合流し、駆逐艦アルピーノで補強され、航海の終わりに向けて船団を分割し、他船がトブルクに向かった間に、アヴィエーレ、モンジネヴロ、ジェニエーレ、カミチア・ネーラがベンガジで追いついた。
11月にはジェニエーレとともに近代的な内燃機船フォスコロをスダおよびベンガジに護衛した。
駆逐艦ダ・レッコ、フォルゴーレ、水雷艇プロシオーネ、クリオおよびH船団（兵員1766名、弾薬を主とする物資698トン、車両32両、戦車4両、大砲12門を輸送する兵員輸送船アヴェンティーノ、プッチーニ、ドイツ軍輸送船KT 1、フェリーアスプロモンテ）をパレルモへ護送するために12月2日深夜にアドリアーノ・フォスカリ中佐の指揮の下、パレルモを出航した。ウルトラ組織（エニグマ暗号の解読を担当した英陸軍の情報グループ）を通じて輸送船団の存在を知ったイギリス海軍はこれに対してQ部隊（軽巡洋艦オーロラ、シリアス、アルゴノート、駆逐艦クエンティン、キベロン）を出撃させた。0037時に英艦隊はH船団を迎撃し、スケルキ礁（チュニジア沿岸）の近くで攻撃した（スケルキ礁の戦い）。1時間に及ぶ激しい衝突ですべての輸送船が沈没し（修復不可能な損傷を受けて放棄され、漂流していたプッチーニを除く）、フォルゴーレ、ダ・レッコ、プロシオーネが深刻な損傷を受けた。右翼を防衛していたカミチア・ネーラは、護衛部隊指揮官（ダ・レッコのアルド・コッチア中佐）が発した反撃命令を即座に実行した。120㎜砲で砲撃し、イギリス艦まで2,000 mに迫り、0043時に魚雷3発を左舷側に発射したが、敵艦が右舷側に転針したため命中しなかった。その後、同艦は進路を反転したが、Q部隊の砲火に巻き込まれて元の進路に戻し、移動する前にさらに魚雷3発を発射したがこれも命中しなかった。0107時、戦闘海域に復帰しようと試みている最中にカミチア・ネーラは船体周囲に落下した多数の砲弾に囲まれ、前進を試みた後で英艦の砲撃によって阻止され、0114時に破壊されないように後退せざるを得なかった。戦闘後、カミチア・ネーラはクリオとともに最初に救助活動を開始し、158名の漂流者を救助し、12月2日の午後に、航行不能で火災を起こしていて、救助不能だったプッチーニを砲撃して沈没させた。その後、同日の20時にトラパニに帰投した。この船団の激しい防御によって、フォスカリ司令官は武功勲章を授与された。
1942年12月16日に、姉妹艦のアヴィエーレとともにドイツの内燃機船アンカラをビゼルトへ護送するためにナポリを出航した。12月17日1115時、ビゼルトの北約40マイルの位置で、英潜水艦スプレンディドがアヴィエーレを魚雷攻撃し、アヴィエーレは爆発して北緯38度00分、東経10度05分に沈んだ。生存者は一人も急いで逃げ出したカミチア・ネーラとアンカラに救助されなかった（アヴィエーレの乗組員230名のうち、最終的に生還したのは30名だった）。

### アルティリエーレ
1943年7月30日、イタリアの降伏に続いて、同艦は姉妹艦のパッセロ岬沖海戦での戦果をたたえてアルティリエーレと改名された。
休戦の宣言によって、同艦は残った海軍艦艇（戦艦イタリア、ヴィットリオ・ヴェネト、ローマ、軽巡洋艦ジュゼッペ・ガリバルディ、アッティリオ・レゴロ、ドゥーカ・デッリ・アブルッツィ、エウジェニオ・ディ・サヴォイア、デュカ・ダオスタ、ライモンド・モンテクッコリ、駆逐艦ヴェリーテ、フチリエーレ、ミトラリエーレ、カラビニエーレ、レジオナリオ、グレカーレ、オリアーニ）とともにラ・スペツィアから出航して連合国のマルタへ回航し、9月11日の朝に到着し、マルサックスロックに停泊した。9月12日にバレッタで給油し、艦隊の一部（イタリア、ヴィットリオ・ヴェネト、エウジェニオ・ディ・サヴォイア、デュカ・デオスタ、モンテクッコリ、カドルナ、ダ・レッコ、ヴェリーテ、グレカーレ）とともにマルタ島を離れ、エジプトのアレクサンドリアを目指し、16日に到着した。
1940年6月から1943年9月まで、カミチア・ネーラは180回の任務を遂行した。連合国との共同作戦中に、兵員と物資の輸送を含む122回の任務を遂行した。

### 艦長
- パオロ・メンガリーニ中佐（1899年3月1日、ローマ生まれ）：1939年 - 1940年
- ジョヴァンニ・オリヴァ中佐（1899年9月14日、ビエッラ生まれ）：1940年6月10日 - 1941年4月
- シルヴィオ・ガリーノ中佐（1901年7月14日、カイロ・モンテノッテ生まれ）：1941年4月 - 1942年1月6日
- アドリアーノ・フォスカリ中佐（1904年6月10日、ヴェネチア生まれ）：1942年1月7日 - 1943年2月21日
- マリオ・タブッキ中佐（1902年11月1日、ピサ生まれ）：1943年2月22日 - 12月

### ソビエト連邦への移転
紛争の終わりの平和条約に基づいて、同艦は1949年に戦時補償の一環としてソビエト連邦に売却された。
ソ連への艦艇の移送は三段階に分けて行われ、1948年12月に開始されて翌年6月に完了した
主な艦艇は第1および第2グループで移送された。アルティリエーレは戦艦チェザーレとともに第1グループに割り当てられた。移送されるすべての船はオデッサの港で受け渡された。船の移送は商船旗を掲揚してソ連の代表者が監督するイタリアの民間人乗組員によって行われ、港に到着して移送が完了するまではイタリア政府当局が船に責任を負っていた。サボタージュの可能性をなくすために、最初の2グループの艦艇は弾薬を搭載せずに目的地の港に運ばれ、弾薬はそのあとで通常の貨物船で目的地に輸送された。
アルティリエーレは、1948年12月15日にアウグスタに移され、第1グループの他の艦艇と合流した。同艦は記号 Z 12 が割り当てられたソ連に引き渡される最初の艦艇であり、商船乗組員によって1月21日にオデッサに到着し、ソ連海軍旗が同艦に初めて掲げられた1月23日からソ連海軍に加わった。
同艦は何度も艦名を変更された。最初はНеуловимый（Neulovimyi）で次にБезпощадный（Bezposhtchadnyi）となり、最終的には移送完了後にЛовкий（Lovkiy）となった。
イワン・ミロシュニチェンコ少佐に指揮された艦は、黒海艦隊に編入された。
1954年12月30日に、同艦は武装を撤去され、識別番号CL 61として標的艦に変更された。
1955年10月に同艦は通信および航空管制艦に改造され、KWN-IIと改名された。1958年3月からは静的訓練船として、第78訓練旅団の所属とされ、1960年2月まで使用された。
その後、解体された。